# Liste des planètes mineures (775001-776000)
Voici la liste des planètes mineures numérotées de 775001 à 776000. Les planètes mineures sont numérotées lorsque leur orbite est confirmée, ce qui peut parfois se produire longtemps après leur découverte. Elles sont classées ici par leur numéro.

## Planètes mineures 775001 à 776000
- (775001) 2005 YW19
- (775002) 2005 YY21
- (775003) 2005 YN74
- (775004) 2005 YS79
- (775005) 2005 YH100
- (775006) 2005 YR100
- (775007) 2005 YN101
- (775008) 2005 YL123
- (775009) 2005 YC130
- (775010) 2005 YZ140
- (775011) 2005 YL142
- (775012) 2005 YH176
- (775013) 2005 YD189
- (775014) 2005 YT190
- (775015) 2005 YL195
- (775016) 2005 YE199
- (775017) 2005 YY230
- (775018) 2005 YK232
- (775019) 2005 YD242
- (775020) 2005 YP250
- (775021) 2005 YV258
- (775022) 2005 YE260
- (775023) 2005 YB264
- (775024) 2005 YO265
- (775025) 2005 YM290
- (775026) 2005 YT292
- (775027) 2005 YP294
- (775028) 2005 YO295
- (775029) 2005 YJ299
- (775030) 2005 YX299
- (775031) 2005 YJ300
- (775032) 2006 AQ24
- (775033) 2006 AB39
- (775034) 2006 AG66
- (775035) 2006 AC82
- (775036) 2006 AV87
- (775037) 2006 AB98
- (775038) 2006 AM108
- (775039) 2006 AQ109
- (775040) 2006 AV109
- (775041) 2006 AM112
- (775042) 2006 AA115
- (775043) 2006 AJ116
- (775044) 2006 AF117
- (775045) 2006 BU3
- (775046) 2006 BC16
- (775047) 2006 BG17
- (775048) 2006 BG21
- (775049) 2006 BN36
- (775050) 2006 BG41
- (775051) 2006 BM42
- (775052) 2006 BX47
- (775053) 2006 BR60
- (775054) 2006 BF68
- (775055) 2006 BM74
- (775056) 2006 BK84
- (775057) 2006 BP86
- (775058) 2006 BY133
- (775059) 2006 BU163
- (775060) 2006 BS173
- (775061) 2006 BH176
- (775062) 2006 BK180
- (775063) 2006 BY183
- (775064) 2006 BD196
- (775065) 2006 BO204
- (775066) 2006 BH207
- (775067) 2006 BO220
- (775068) 2006 BD239
- (775069) 2006 BN241
- (775070) 2006 BJ251
- (775071) 2006 BW264
- (775072) 2006 BP279
- (775073) 2006 BJ281
- (775074) 2006 BX284
- (775075) 2006 BC289
- (775076) 2006 BT289
- (775077) 2006 BQ291
- (775078) 2006 BH296
- (775079) 2006 BV297
- (775080) 2006 BY297
- (775081) 2006 BH299
- (775082) 2006 BR300
- (775083) 2006 BV300
- (775084) 2006 BD301
- (775085) 2006 BF302
- (775086) 2006 CP1
- (775087) 2006 CU26
- (775088) 2006 CK28
- (775089) 2006 CZ36
- (775090) 2006 CZ53
- (775091) 2006 CY55
- (775092) 2006 CF78
- (775093) 2006 CN85
- (775094) 2006 CA86
- (775095) 2006 CZ87
- (775096) 2006 CK88
- (775097) 2006 CL88
- (775098) 2006 CV88
- (775099) 2006 DG44
- (775100) 2006 DM45
- (775101) 2006 DX47
- (775102) 2006 DZ74
- (775103) 2006 DB75
- (775104) 2006 DP75
- (775105) 2006 DU90
- (775106) 2006 DV128
- (775107) 2006 DY134
- (775108) 2006 DG140
- (775109) 2006 DP143
- (775110) 2006 DD144
- (775111) 2006 DJ147
- (775112) 2006 DP166
- (775113) 2006 DE172
- (775114) 2006 DO173
- (775115) 2006 DL174
- (775116) 2006 DH194
- (775117) 2006 DB195
- (775118) 2006 DT219
- (775119) 2006 DP221
- (775120) 2006 DN222
- (775121) 2006 DZ223
- (775122) 2006 DD227
- (775123) 2006 DJ227
- (775124) 2006 DN227
- (775125) 2006 EP4
- (775126) 2006 ED7
- (775127) 2006 EY21
- (775128) 2006 EB35
- (775129) 2006 EO43
- (775130) 2006 EY47
- (775131) 2006 ET50
- (775132) 2006 EJ61
- (775133) 2006 EQ69
- (775134) 2006 EA70
- (775135) 2006 EE80
- (775136) 2006 EM80
- (775137) 2006 EL81
- (775138) 2006 EA82
- (775139) 2006 EZ82
- (775140) 2006 FK12
- (775141) 2006 FX12
- (775142) 2006 FH27
- (775143) 2006 FO55
- (775144) 2006 FR57
- (775145) 2006 FC59
- (775146) 2006 FQ60
- (775147) 2006 GS6
- (775148) 2006 GC49
- (775149) 2006 HF14
- (775150) 2006 HN28
- (775151) 2006 HA37
- (775152) 2006 HZ78
- (775153) 2006 HV92
- (775154) 2006 HO126
- (775155) 2006 HS126
- (775156) 2006 HU130
- (775157) 2006 HL131
- (775158) 2006 HR134
- (775159) 2006 HH136
- (775160) 2006 HC143
- (775161) 2006 HS148
- (775162) 2006 HG149
- (775163) 2006 HC150
- (775164) 2006 HT157
- (775165) 2006 HQ158
- (775166) 2006 HY159
- (775167) 2006 HG160
- (775168) 2006 JK59
- (775169) 2006 JG62
- (775170) 2006 JF64
- (775171) 2006 JE66
- (775172) 2006 JM70
- (775173) 2006 JX71
- (775174) 2006 JZ71
- (775175) 2006 JK72
- (775176) 2006 JN73
- (775177) 2006 JX75
- (775178) 2006 JY76
- (775179) 2006 JB77
- (775180) 2006 JD77
- (775181) 2006 JT77
- (775182) 2006 JW78
- (775183) 2006 JP84
- (775184) 2006 JE86
- (775185) 2006 JS86
- (775186) 2006 JF87
- (775187) 2006 JL87
- (775188) 2006 JU87
- (775189) 2006 JG89
- (775190) 2006 JC91
- (775191) 2006 KR8
- (775192) 2006 KQ31
- (775193) 2006 KQ51
- (775194) 2006 KJ58
- (775195) 2006 KP59
- (775196) 2006 KJ60
- (775197) 2006 KD75
- (775198) 2006 KM95
- (775199) 2006 KF97
- (775200) 2006 KQ99
- (775201) 2006 KO102
- (775202) 2006 KT119
- (775203) 2006 KE120
- (775204) 2006 KH124
- (775205) 2006 KR132
- (775206) 2006 KU136
- (775207) 2006 KN139
- (775208) 2006 KF142
- (775209) 2006 KA144
- (775210) 2006 KJ148
- (775211) 2006 KW150
- (775212) 2006 KJ152
- (775213) 2006 KN153
- (775214) 2006 KU153
- (775215) 2006 KE154
- (775216) 2006 KT154
- (775217) 2006 KX154
- (775218) 2006 KC155
- (775219) 2006 KQ156
- (775220) 2006 KW157
- (775221) 2006 LQ9
- (775222) 2006 MB7
- (775223) 2006 MS16
- (775224) 2006 OH6
- (775225) 2006 OR22
- (775226) 2006 OQ25
- (775227) 2006 ON29
- (775228) 2006 OR29
- (775229) 2006 OF32
- (775230) 2006 OC34
- (775231) 2006 OX34
- (775232) 2006 OO36
- (775233) 2006 OY40
- (775234) 2006 PZ33
- (775235) 2006 QA4
- (775236) 2006 QY14
- (775237) 2006 QA69
- (775238) 2006 QD73
- (775239) 2006 QE74
- (775240) 2006 QL75
- (775241) 2006 QY129
- (775242) 2006 QF131
- (775243) 2006 QX151
- (775244) 2006 QM171
- (775245) 2006 QB177
- (775246) 2006 QC177
- (775247) 2006 QD192
- (775248) 2006 QG192
- (775249) 2006 QV192
- (775250) 2006 QF195
- (775251) 2006 QK195
- (775252) 2006 QT195
- (775253) 2006 QZ195
- (775254) 2006 QE196
- (775255) 2006 QP196
- (775256) 2006 QY196
- (775257) 2006 QA197
- (775258) 2006 QJ197
- (775259) 2006 QO197
- (775260) 2006 QR197
- (775261) 2006 QK198
- (775262) 2006 QU198
- (775263) 2006 QM199
- (775264) 2006 QP199
- (775265) 2006 QU200
- (775266) 2006 QW200
- (775267) 2006 QO201
- (775268) 2006 QF206
- (775269) 2006 QE207
- (775270) 2006 QO208
- (775271) 2006 QS208
- (775272) 2006 QE209
- (775273) 2006 QQ210
- (775274) 2006 RF24
- (775275) 2006 RL36
- (775276) 2006 RM37
- (775277) 2006 RF50
- (775278) 2006 RX57
- (775279) 2006 RE69
- (775280) 2006 RW70
- (775281) 2006 RG73
- (775282) 2006 RX80
- (775283) 2006 RT83
- (775284) 2006 RP101
- (775285) 2006 RO108
- (775286) 2006 RR108
- (775287) 2006 RJ109
- (775288) 2006 RF113
- (775289) 2006 RS114
- (775290) 2006 RL117
- (775291) 2006 RT120
- (775292) 2006 RN122
- (775293) 2006 RX123
- (775294) 2006 RG124
- (775295) 2006 RL126
- (775296) 2006 RM127
- (775297) 2006 RO127
- (775298) 2006 RU127
- (775299) 2006 SS16
- (775300) 2006 SC18
- (775301) 2006 SK30
- (775302) 2006 SD35
- (775303) 2006 SL45
- (775304) 2006 SQ45
- (775305) 2006 SV47
- (775306) 2006 SS60
- (775307) 2006 ST68
- (775308) 2006 SA77
- (775309) 2006 SM86
- (775310) 2006 SE89
- (775311) 2006 SF101
- (775312) 2006 SK102
- (775313) 2006 SV113
- (775314) 2006 SL114
- (775315) 2006 SM118
- (775316) 2006 SG134
- (775317) 2006 SB138
- (775318) 2006 SA144
- (775319) 2006 SF144
- (775320) 2006 SY144
- (775321) 2006 SZ146
- (775322) 2006 SU148
- (775323) 2006 SK149
- (775324) 2006 SG169
- (775325) 2006 SY169
- (775326) 2006 SB172
- (775327) 2006 SL172
- (775328) 2006 SM172
- (775329) 2006 SM174
- (775330) 2006 SL189
- (775331) 2006 SR190
- (775332) 2006 ST190
- (775333) 2006 SN191
- (775334) 2006 SU192
- (775335) 2006 SD193
- (775336) 2006 SV195
- (775337) 2006 SA196
- (775338) 2006 ST219
- (775339) 2006 SE221
- (775340) 2006 SH222
- (775341) 2006 SH226
- (775342) 2006 SC230
- (775343) 2006 SD230
- (775344) 2006 SL231
- (775345) 2006 SM232
- (775346) 2006 SO237
- (775347) 2006 SO238
- (775348) 2006 SX241
- (775349) 2006 SO242
- (775350) 2006 SJ243
- (775351) 2006 SC250
- (775352) 2006 SZ260
- (775353) 2006 SK271
- (775354) 2006 SJ273
- (775355) 2006 SZ277
- (775356) 2006 SP300
- (775357) 2006 SU300
- (775358) 2006 SE306
- (775359) 2006 ST312
- (775360) 2006 ST316
- (775361) 2006 SQ320
- (775362) 2006 SN321
- (775363) 2006 SA322
- (775364) 2006 SG339
- (775365) 2006 SL341
- (775366) 2006 SV342
- (775367) 2006 SK346
- (775368) 2006 SO348
- (775369) 2006 SA349
- (775370) 2006 SS375
- (775371) 2006 SA377
- (775372) 2006 SP379
- (775373) 2006 SG381
- (775374) 2006 SY383
- (775375) 2006 SE384
- (775376) 2006 SL384
- (775377) 2006 SH388
- (775378) 2006 SS395
- (775379) 2006 SO400
- (775380) 2006 SD402
- (775381) 2006 SF404
- (775382) 2006 SU410
- (775383) 2006 SA414
- (775384) 2006 SQ415
- (775385) 2006 SB420
- (775386) 2006 SB421
- (775387) 2006 SU421
- (775388) 2006 SW423
- (775389) 2006 SX428
- (775390) 2006 SJ430
- (775391) 2006 SZ430
- (775392) 2006 SH431
- (775393) 2006 SZ432
- (775394) 2006 SE434
- (775395) 2006 SK434
- (775396) 2006 SU434
- (775397) 2006 SY434
- (775398) 2006 SM435
- (775399) 2006 SY435
- (775400) 2006 SC436
- (775401) 2006 SX436
- (775402) 2006 SC437
- (775403) 2006 SJ437
- (775404) 2006 SC438
- (775405) 2006 SE438
- (775406) 2006 SF438
- (775407) 2006 SJ438
- (775408) 2006 SO438
- (775409) 2006 SQ438
- (775410) 2006 SJ440
- (775411) 2006 SY442
- (775412) 2006 SE443
- (775413) 2006 SJ443
- (775414) 2006 SJ444
- (775415) 2006 SP444
- (775416) 2006 SX444
- (775417) 2006 SJ445
- (775418) 2006 SP445
- (775419) 2006 SW445
- (775420) 2006 SF446
- (775421) 2006 SL446
- (775422) 2006 SU446
- (775423) 2006 SF447
- (775424) 2006 SM447
- (775425) 2006 ST447
- (775426) 2006 SE448
- (775427) 2006 SG448
- (775428) 2006 SP448
- (775429) 2006 SX450
- (775430) 2006 SG451
- (775431) 2006 SC453
- (775432) 2006 SY453
- (775433) 2006 SE456
- (775434) 2006 SM456
- (775435) 2006 SE457
- (775436) 2006 SV462
- (775437) 2006 SW463
- (775438) 2006 SB464
- (775439) 2006 SC464
- (775440) 2006 SR464
- (775441) 2006 SW464
- (775442) 2006 TJ4
- (775443) 2006 TG6
- (775444) 2006 TH11
- (775445) 2006 TE31
- (775446) 2006 TB32
- (775447) 2006 TG33
- (775448) 2006 TE40
- (775449) 2006 TN61
- (775450) 2006 TA102
- (775451) 2006 TK108
- (775452) 2006 TY110
- (775453) 2006 TK112
- (775454) 2006 TW118
- (775455) 2006 TT120
- (775456) 2006 TT122
- (775457) 2006 TC131
- (775458) 2006 TO134
- (775459) 2006 TS134
- (775460) 2006 TB135
- (775461) 2006 TX135
- (775462) 2006 TP136
- (775463) 2006 TS136
- (775464) 2006 TL138
- (775465) 2006 TQ138
- (775466) 2006 TE139
- (775467) 2006 TQ141
- (775468) 2006 TZ141
- (775469) 2006 TP143
- (775470) 2006 TV143
- (775471) 2006 TS145
- (775472) 2006 TU145
- (775473) 2006 TO146
- (775474) 2006 TT147
- (775475) 2006 UA
- (775476) 2006 UV3
- (775477) 2006 UQ4
- (775478) 2006 UT5
- (775479) 2006 UJ27
- (775480) 2006 UB32
- (775481) 2006 UY33
- (775482) 2006 UE36
- (775483) 2006 UD51
- (775484) 2006 UV60
- (775485) 2006 UF66
- (775486) 2006 UP75
- (775487) 2006 UB77
- (775488) 2006 UA97
- (775489) 2006 UK100
- (775490) 2006 UQ102
- (775491) 2006 UX103
- (775492) 2006 UQ104
- (775493) 2006 UJ109
- (775494) 2006 UF113
- (775495) 2006 UF119
- (775496) 2006 UK120
- (775497) 2006 US131
- (775498) 2006 UW136
- (775499) 2006 UY149
- (775500) 2006 UR150
- (775501) 2006 UR155
- (775502) 2006 UP159
- (775503) 2006 UQ159
- (775504) 2006 UR161
- (775505) 2006 UT165
- (775506) 2006 UF166
- (775507) 2006 UC169
- (775508) 2006 UE171
- (775509) 2006 UD187
- (775510) 2006 UB194
- (775511) 2006 UN198
- (775512) 2006 UL205
- (775513) 2006 UN205
- (775514) 2006 UQ205
- (775515) 2006 UE206
- (775516) 2006 UA208
- (775517) 2006 UP220
- (775518) 2006 UY230
- (775519) 2006 UR236
- (775520) 2006 UX244
- (775521) 2006 UM245
- (775522) 2006 UX245
- (775523) 2006 UC247
- (775524) 2006 UF248
- (775525) 2006 UU248
- (775526) 2006 UL250
- (775527) 2006 UT251
- (775528) 2006 UK255
- (775529) 2006 UM258
- (775530) 2006 UO261
- (775531) 2006 UT275
- (775532) 2006 UU276
- (775533) 2006 US283
- (775534) 2006 UV283
- (775535) 2006 UE293
- (775536) 2006 US297
- (775537) 2006 UT297
- (775538) 2006 UD298
- (775539) 2006 UH298
- (775540) 2006 UW299
- (775541) 2006 UR305
- (775542) 2006 UZ306
- (775543) 2006 UD309
- (775544) 2006 UP314
- (775545) 2006 UW315
- (775546) 2006 UB319
- (775547) 2006 UT319
- (775548) 2006 UW323
- (775549) 2006 UE324
- (775550) 2006 UJ330
- (775551) 2006 UH333
- (775552) 2006 UB339
- (775553) 2006 UF342
- (775554) 2006 UV346
- (775555) 2006 UV347
- (775556) 2006 UV352
- (775557) 2006 UH353
- (775558) 2006 UR357
- (775559) 2006 UY358
- (775560) 2006 UH360
- (775561) 2006 UW365
- (775562) 2006 UB367
- (775563) 2006 UZ367
- (775564) 2006 UN368
- (775565) 2006 UV369
- (775566) 2006 UO370
- (775567) 2006 UC371
- (775568) 2006 UN373
- (775569) 2006 US375
- (775570) 2006 UJ376
- (775571) 2006 UH378
- (775572) 2006 UB379
- (775573) 2006 UN379
- (775574) 2006 UO379
- (775575) 2006 UH380
- (775576) 2006 UR380
- (775577) 2006 UT380
- (775578) 2006 UG381
- (775579) 2006 UP381
- (775580) 2006 UW381
- (775581) 2006 UX382
- (775582) 2006 UX383
- (775583) 2006 UY384
- (775584) 2006 UA385
- (775585) 2006 UC385
- (775586) 2006 UP385
- (775587) 2006 UJ386
- (775588) 2006 UM387
- (775589) 2006 UN389
- (775590) 2006 UH390
- (775591) 2006 UR390
- (775592) 2006 UH392
- (775593) 2006 UX394
- (775594) 2006 VM4
- (775595) 2006 VL11
- (775596) 2006 VA13
- (775597) 2006 VR32
- (775598) 2006 VR48
- (775599) 2006 VB49
- (775600) 2006 VS50
- (775601) 2006 VD52
- (775602) 2006 VM54
- (775603) 2006 VG71
- (775604) 2006 VH84
- (775605) 2006 VT97
- (775606) 2006 VX119
- (775607) 2006 VF120
- (775608) 2006 VH125
- (775609) 2006 VQ127
- (775610) 2006 VY128
- (775611) 2006 VR129
- (775612) 2006 VB131
- (775613) 2006 VN133
- (775614) 2006 VA146
- (775615) 2006 VC154
- (775616) 2006 VE174
- (775617) 2006 VQ177
- (775618) 2006 VT177
- (775619) 2006 VT179
- (775620) 2006 VH181
- (775621) 2006 VB182
- (775622) 2006 VC182
- (775623) 2006 VF182
- (775624) 2006 VV182
- (775625) 2006 WT2
- (775626) 2006 WZ19
- (775627) 2006 WP20
- (775628) 2006 WL33
- (775629) 2006 WZ41
- (775630) 2006 WM53
- (775631) 2006 WH58
- (775632) 2006 WT58
- (775633) 2006 WW67
- (775634) 2006 WK80
- (775635) 2006 WG84
- (775636) 2006 WO86
- (775637) 2006 WV90
- (775638) 2006 WR91
- (775639) 2006 WS91
- (775640) 2006 WO99
- (775641) 2006 WQ119
- (775642) 2006 WZ119
- (775643) 2006 WR126
- (775644) 2006 WZ132
- (775645) 2006 WH134
- (775646) 2006 WJ137
- (775647) 2006 WE140
- (775648) 2006 WW140
- (775649) 2006 WG141
- (775650) 2006 WX144
- (775651) 2006 WP147
- (775652) 2006 WU154
- (775653) 2006 WU155
- (775654) 2006 WL158
- (775655) 2006 WX163
- (775656) 2006 WT168
- (775657) 2006 WM173
- (775658) 2006 WO175
- (775659) 2006 WO177
- (775660) 2006 WU179
- (775661) 2006 WB180
- (775662) 2006 WT180
- (775663) 2006 WT189
- (775664) 2006 WV189
- (775665) 2006 WL211
- (775666) 2006 WJ212
- (775667) 2006 WE215
- (775668) 2006 WO215
- (775669) 2006 WV215
- (775670) 2006 WB216
- (775671) 2006 WG216
- (775672) 2006 WO221
- (775673) 2006 WQ221
- (775674) 2006 WK222
- (775675) 2006 WK224
- (775676) 2006 WM224
- (775677) 2006 WN224
- (775678) 2006 WZ224
- (775679) 2006 WL225
- (775680) 2006 WW225
- (775681) 2006 WL226
- (775682) 2006 WO226
- (775683) 2006 WA227
- (775684) 2006 WJ227
- (775685) 2006 WC228
- (775686) 2006 WD228
- (775687) 2006 WF228
- (775688) 2006 WK228
- (775689) 2006 WV228
- (775690) 2006 WW228
- (775691) 2006 WF229
- (775692) 2006 WD230
- (775693) 2006 WF230
- (775694) 2006 WG230
- (775695) 2006 WR230
- (775696) 2006 WC231
- (775697) 2006 WV231
- (775698) 2006 WB234
- (775699) 2006 WF234
- (775700) 2006 WH234
- (775701) 2006 WP234
- (775702) 2006 WP236
- (775703) 2006 XF
- (775704) 2006 XM1
- (775705) 2006 XO12
- (775706) 2006 XV23
- (775707) 2006 XL41
- (775708) 2006 XO44
- (775709) 2006 XC50
- (775710) 2006 XQ63
- (775711) 2006 XA70
- (775712) 2006 XB76
- (775713) 2006 XN76
- (775714) 2006 XX77
- (775715) 2006 XG79
- (775716) 2006 XA80
- (775717) 2006 XB80
- (775718) 2006 XS80
- (775719) 2006 XJ82
- (775720) 2006 XN82
- (775721) 2006 XV82
- (775722) 2006 XE83
- (775723) 2006 XF84
- (775724) 2006 YO4
- (775725) 2006 YS22
- (775726) 2006 YY28
- (775727) 2006 YU40
- (775728) 2006 YW44
- (775729) 2006 YQ45
- (775730) 2006 YC60
- (775731) 2006 YF60
- (775732) 2006 YR65
- (775733) 2006 YW67
- (775734) 2006 YA69
- (775735) 2007 AK5
- (775736) 2007 AY32
- (775737) 2007 AZ33
- (775738) 2007 AU34
- (775739) 2007 AX34
- (775740) 2007 AE35
- (775741) 2007 AV36
- (775742) 2007 AF37
- (775743) 2007 AT38
- (775744) 2007 BK12
- (775745) 2007 BW31
- (775746) 2007 BP37
- (775747) 2007 BC43
- (775748) 2007 BE52
- (775749) 2007 BZ63
- (775750) 2007 BL82
- (775751) 2007 BO82
- (775752) 2007 BZ82
- (775753) 2007 BA84
- (775754) 2007 BM84
- (775755) 2007 BP84
- (775756) 2007 BF87
- (775757) 2007 BR91
- (775758) 2007 BF95
- (775759) 2007 BE99
- (775760) 2007 BR103
- (775761) 2007 BC106
- (775762) 2007 BS108
- (775763) 2007 BC112
- (775764) 2007 BF112
- (775765) 2007 BO113
- (775766) 2007 BK116
- (775767) 2007 BN116
- (775768) 2007 BO118
- (775769) 2007 BP119
- (775770) 2007 BU119
- (775771) 2007 BL120
- (775772) 2007 BR120
- (775773) 2007 BU120
- (775774) 2007 BZ120
- (775775) 2007 CN17
- (775776) 2007 CP31
- (775777) 2007 CN37
- (775778) 2007 CL48
- (775779) 2007 CY72
- (775780) 2007 CE75
- (775781) 2007 CM77
- (775782) 2007 CG80
- (775783) 2007 CL80
- (775784) 2007 CZ83
- (775785) 2007 CN86
- (775786) 2007 CX86
- (775787) 2007 DK36
- (775788) 2007 DM52
- (775789) 2007 DJ60
- (775790) 2007 DK68
- (775791) 2007 DZ72
- (775792) 2007 DM73
- (775793) 2007 DP74
- (775794) 2007 DF79
- (775795) 2007 DB80
- (775796) 2007 DU80
- (775797) 2007 DS83
- (775798) 2007 DZ91
- (775799) 2007 DU92
- (775800) 2007 DL98
- (775801) 2007 DN100
- (775802) 2007 DW118
- (775803) 2007 DC121
- (775804) 2007 DJ124
- (775805) 2007 DX124
- (775806) 2007 DV125
- (775807) 2007 DN126
- (775808) 2007 DP126
- (775809) 2007 DD128
- (775810) 2007 DG128
- (775811) 2007 DU128
- (775812) 2007 DZ128
- (775813) 2007 DX130
- (775814) 2007 DH131
- (775815) 2007 DU131
- (775816) 2007 DH133
- (775817) 2007 DJ133
- (775818) 2007 DK134
- (775819) 2007 EG3
- (775820) 2007 EJ6
- (775821) 2007 EL8
- (775822) 2007 EG19
- (775823) 2007 ED24
- (775824) 2007 ER54
- (775825) 2007 ER55
- (775826) 2007 ET63
- (775827) 2007 EG74
- (775828) 2007 EX85
- (775829) 2007 EC103
- (775830) 2007 ED104
- (775831) 2007 EE114
- (775832) 2007 EH119
- (775833) 2007 EG122
- (775834) 2007 EP127
- (775835) 2007 EV155
- (775836) 2007 EL162
- (775837) 2007 EY163
- (775838) 2007 EY176
- (775839) 2007 EL209
- (775840) 2007 EY229
- (775841) 2007 EP236
- (775842) 2007 ES237
- (775843) 2007 ET238
- (775844) 2007 EA239
- (775845) 2007 EO239
- (775846) 2007 EQ240
- (775847) 2007 EY241
- (775848) 2007 EB242
- (775849) 2007 EF243
- (775850) 2007 EL243
- (775851) 2007 FF4
- (775852) 2007 FH4
- (775853) 2007 FK5
- (775854) 2007 FN6
- (775855) 2007 FV14
- (775856) 2007 FW28
- (775857) 2007 FB34
- (775858) 2007 FG42
- (775859) 2007 FA51
- (775860) 2007 FL52
- (775861) 2007 FE56
- (775862) 2007 FS57
- (775863) 2007 FB58
- (775864) 2007 FD60
- (775865) 2007 FG62
- (775866) 2007 FH62
- (775867) 2007 FV62
- (775868) 2007 FY63
- (775869) 2007 FN64
- (775870) 2007 GY6
- (775871) 2007 GK30
- (775872) 2007 GE60
- (775873) 2007 GH70
- (775874) 2007 GM80
- (775875) 2007 GG81
- (775876) 2007 HB10
- (775877) 2007 HH18
- (775878) 2007 HG21
- (775879) 2007 HV38
- (775880) 2007 HD40
- (775881) 2007 HD57
- (775882) 2007 HQ100
- (775883) 2007 HD103
- (775884) 2007 HS106
- (775885) 2007 HT107
- (775886) 2007 HE114
- (775887) 2007 HZ115
- (775888) 2007 JJ5
- (775889) 2007 JB25
- (775890) 2007 JW27
- (775891) 2007 JR49
- (775892) 2007 JS49
- (775893) 2007 JF50
- (775894) 2007 JH50
- (775895) 2007 JL50
- (775896) 2007 JU50
- (775897) 2007 JZ50
- (775898) 2007 JW51
- (775899) 2007 KW6
- (775900) 2007 KT11
- (775901) 2007 KC12
- (775902) 2007 LQ5
- (775903) 2007 LY28
- (775904) 2007 LJ30
- (775905) 2007 LX31
- (775906) 2007 LC35
- (775907) 2007 LJ36
- (775908) 2007 LP39
- (775909) 2007 MY
- (775910) 2007 MV8
- (775911) 2007 MO10
- (775912) 2007 MB21
- (775913) 2007 MZ29
- (775914) 2007 NC1
- (775915) 2007 NU5
- (775916) 2007 NT7
- (775917) 2007 PB2
- (775918) 2007 PN27
- (775919) 2007 PX51
- (775920) 2007 PR55
- (775921) 2007 PE56
- (775922) 2007 PO56
- (775923) 2007 QG3
- (775924) 2007 QW4
- (775925) 2007 QC20
- (775926) 2007 QH20
- (775927) 2007 RL5
- (775928) 2007 RN20
- (775929) 2007 RP25
- (775930) 2007 RX29
- (775931) 2007 RX39
- (775932) 2007 RK47
- (775933) 2007 RL53
- (775934) 2007 RW58
- (775935) 2007 RT62
- (775936) 2007 RH64
- (775937) 2007 RM66
- (775938) 2007 RQ68
- (775939) 2007 RO76
- (775940) 2007 RC87
- (775941) 2007 RY96
- (775942) 2007 RB97
- (775943) 2007 RP104
- (775944) 2007 RN107
- (775945) 2007 RA116
- (775946) 2007 RO119
- (775947) 2007 RB123
- (775948) 2007 RZ129
- (775949) 2007 RY137
- (775950) 2007 RE138
- (775951) 2007 RW155
- (775952) 2007 RJ166
- (775953) 2007 RH175
- (775954) 2007 RT189
- (775955) 2007 RS191
- (775956) 2007 RU192
- (775957) 2007 RE224
- (775958) 2007 RF225
- (775959) 2007 RM226
- (775960) 2007 RG234
- (775961) 2007 RN250
- (775962) 2007 RC258
- (775963) 2007 RU260
- (775964) 2007 RK265
- (775965) 2007 RJ266
- (775966) 2007 RC267
- (775967) 2007 RK267
- (775968) 2007 RB279
- (775969) 2007 RP289
- (775970) 2007 RN294
- (775971) 2007 RJ295
- (775972) 2007 RU295
- (775973) 2007 RO299
- (775974) 2007 RS299
- (775975) 2007 RX304
- (775976) 2007 RN308
- (775977) 2007 RX318
- (775978) 2007 RQ325
- (775979) 2007 RH329
- (775980) 2007 RP332
- (775981) 2007 RG335
- (775982) 2007 RO335
- (775983) 2007 RR335
- (775984) 2007 RN341
- (775985) 2007 RW341
- (775986) 2007 RE343
- (775987) 2007 RF343
- (775988) 2007 RG345
- (775989) 2007 RE348
- (775990) 2007 RG348
- (775991) 2007 RT348
- (775992) 2007 RE349
- (775993) 2007 RA350
- (775994) 2007 RL351
- (775995) 2007 RR351
- (775996) 2007 RW352
- (775997) 2007 RB353
- (775998) 2007 RQ353
- (775999) 2007 RD354
- (776000) 2007 RH354